# Bridget Holloman
Bridget Holloman (* 8. August 1955 in Montgomery, Alabama als Bridget Hollomon Johnston; † vermutlich 6. März 2006 in Los Angeles, Kalifornien (aufgefunden am 7. März 2006)) war eine US-amerikanische Schauspielerin, Model und Tänzerin.

## Leben
Bridget Holloman war die Tochter der bekannten Choreographin und Gründerin der "New Mexico Ballet Company" Suzanne Johnston. 1975 zog sie nach Los Angeles und gab ihr Debüt in dem Film Slumber Party '57 zusammen mit der damals unbekannten Debra Winger mit. Der 1996 gedrehte Film "The Empty Mirror" erhielt zahlreiche Auszeichnungen.
Das Gesicht von Bridget Holloman wurde durch zahlreiche Werbespots, u. a. für Nexxus, bekannt. Sie war zudem als Tänzerin im Varieté von Sid und Marty Krofft engagiert und als Produktionsassistentin tätig.
Sie wurde am 7. März tot in ihrer Wohnung gefunden. Sie starb vermutlich einen Tag vorher im Schlaf.

## Filmografie

### Spielfilme
- 1976: Slumber Party ’57 – Regie: William A. Levey, mit Debra Winger u. a.
- 1985: Evils of the Night – Regie: Mardi Rustam, mit Aldo Ray, John Carradine u. a.
- 1986: Stoogemania – Regie: Chuck Workman, mit Josh Mostel, Melanie Chartoff, Sid Caesar u. a.
- 1996: The Empty Mirror – Regie: Barry J. Hershey, mit Norman Rodway, Camilla Soeberg u. a.
- 2004: Subway Cafe – Regie: Josh Monkarsh, mit Rick Gonzalez u. a.

### TV
- Days of Our Lives
- Ace Crawford (Sitcom)
- Private Eye (Sitcom)